# Kamienica Gorczańska
Die Kamienica (zur Unterscheidung von gleichnamigen Fließgewässern auch Kamienica Gorczańska) ist ein 32 km langer linker Zufluss des Dunajec in der Woiwodschaft Kleinpolen in Polen.

## Geografie
Der Fluss entspringt im Norden des 1314 m hohen Bergs Turbacz im Gorce-Gebirge, fließt von dort zunächst in nordöstlicher und später in südöstlicher Richtung, dabei das Gorce-Gebirge von den Inselbeskiden trennend, bis zu seiner Mündung in den Dunajec bei dem Dorf Zabrzeż  fort.